# François-Xavier Osmont
Pour les articles homonymes, voir Osmont.
François-Xavier Osmont est un homme politique français né le 6 juin 1800 à Bacqueville-en-Caux et mort le 18 août 1883 à Paris.

## Biographie
Banquier et armateur à Dieppe, il est député de la Seine-Inférieure de 1847 à 1849, siégeant dans l'opposition de gauche sous la Monarchie de Juillet puis à droite sous la deuxième République.